# Józef Noji

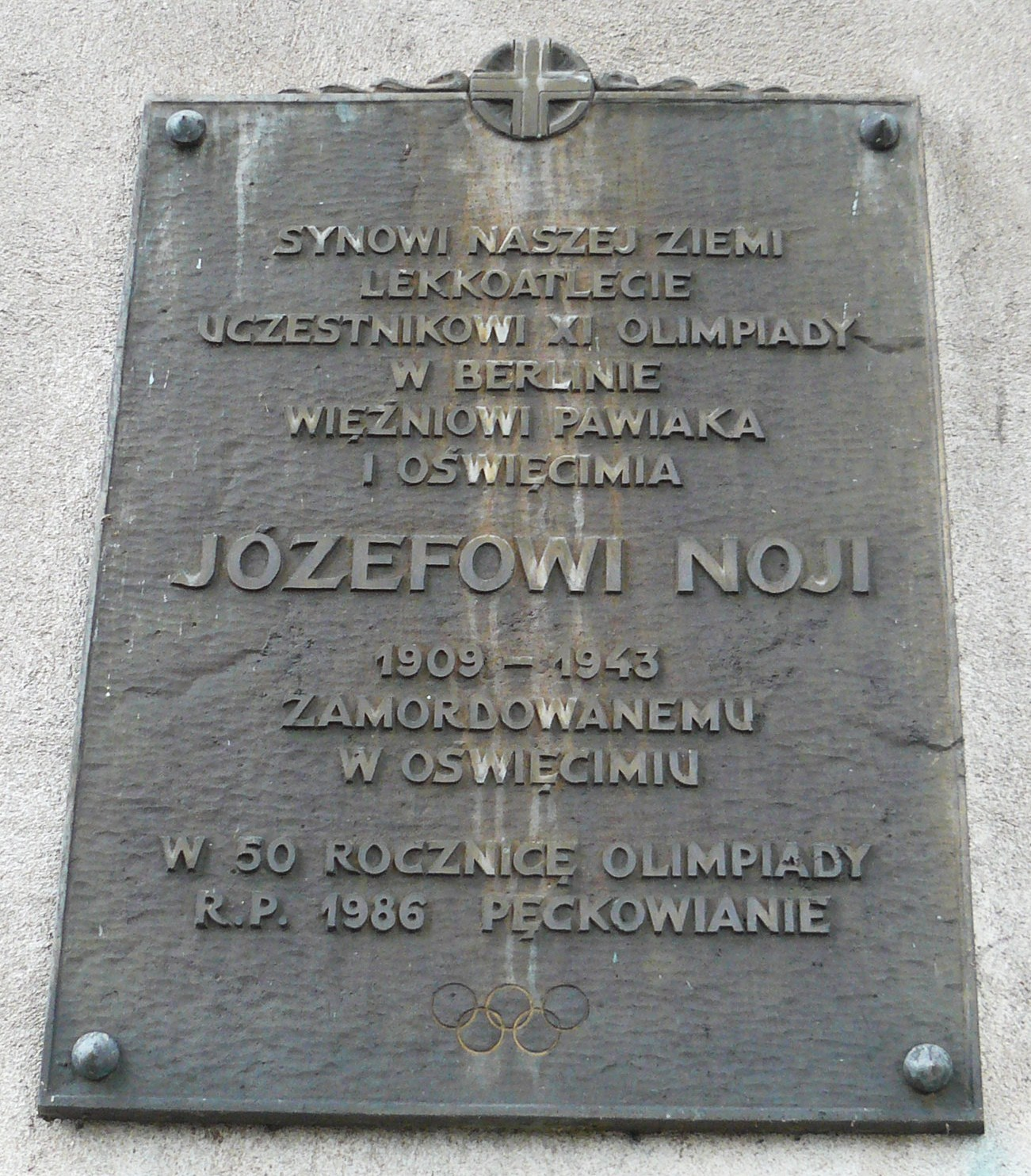
Tafel zur Erinnerung an Józef Noji in seinem Heimatort Pęckowo

Józef Noji (* 8. September 1909 in Pęckowo, Drawsko, Deutsches Reich; † 15. Februar 1943 in Auschwitz) war ein polnischer Langstreckenläufer.

## Sportliche Laufbahn

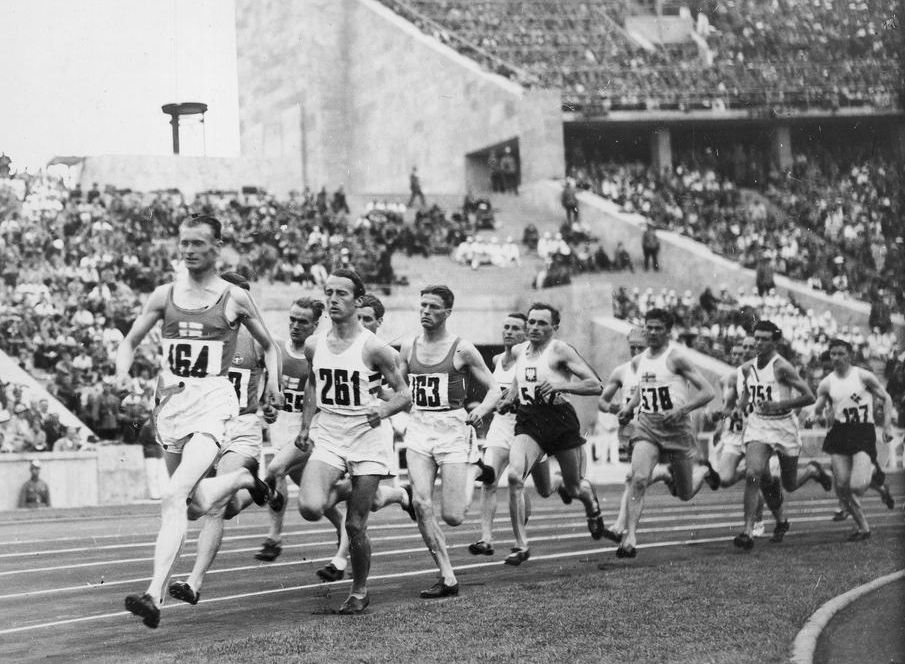
Olympiade Berlin 1936, 5000 m, Józef Noji (Mitte, schwarze Hose), Gunnar Höckert (in Führung), Ilmari Salminen

Józef Noji war gelernter Tischler und wuchs in ärmlichen Verhältnissen als jüngster von vier Brüdern auf. Er startete für den Club Syreny Warszawa und war neben Janusz Kusociński der beste polnische Langstreckenläufer Polens in den 1930er Jahren. Fünf Mal in Folge wurde er von 1935 bis 1939 nationaler Meister über 5000 Meter, von 1936 bis 1939 vier Mal hintereinander Meister im Querfeldeinlauf, und 1936 errang er den Titel im 10.000-Meter-Lauf. 1936 startete er bei den Olympischen Spielen in Berlin. Über 5000 Meter belegte er mit der polnischen Rekordzeit von 14:33,4 Minuten Rang fünf und über 10.000 Meter Rang 14. Im selben Jahr gewann er den internationalen Titel des britischen Leichtathletikverbandes Amateur Athletic Association über sechs Meilen. Im Jahre 1938 wurde er Fünfter im 5000-Meter-Lauf bei Leichtathletik-Europameisterschaften in Paris und stellte mit 31:17,4 Minuten einen nationalen Rekord über 10.000 Meter auf.

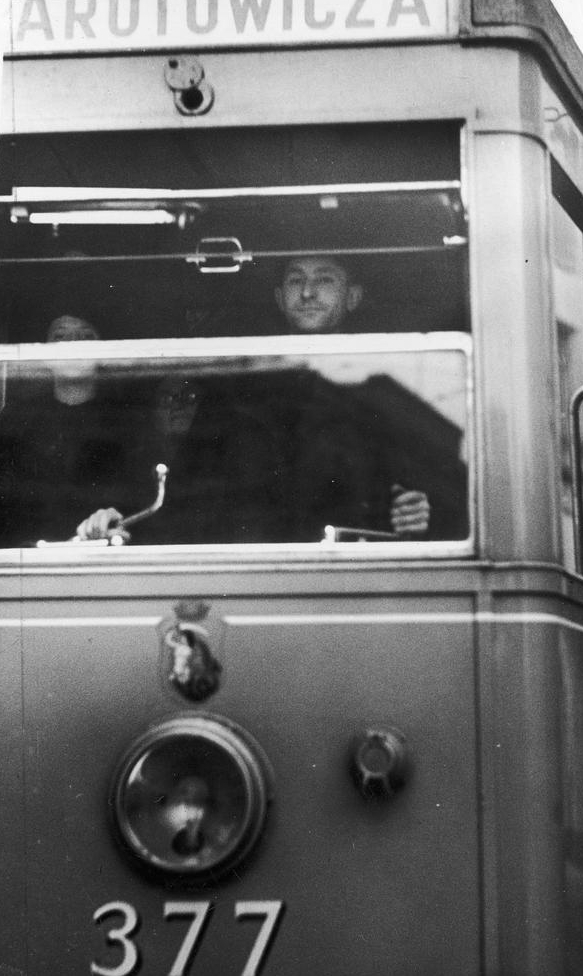
Noji als Straßenbahnfahrer

Ab 1937 arbeitete er auch als Straßenbahnfahrer in Warschau.

## Im Widerstand

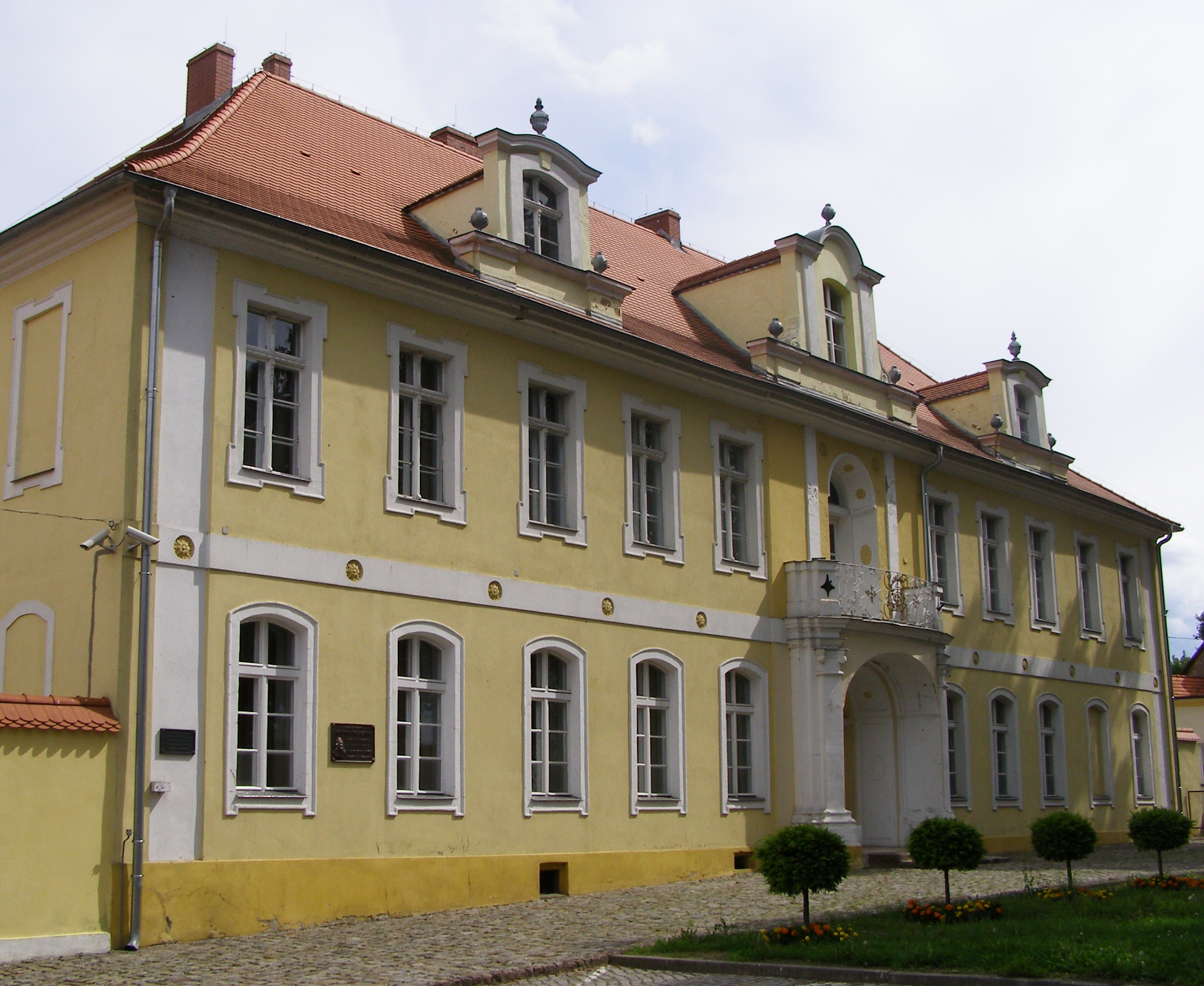
Historisches Gebäude der Schule in Drezdenko, die nach Noji benannt wurde

Noji war deutscher Abstammung und hätte sich daher in den 1930er Jahren in die Deutsche Volksliste eintragen lassen können, was er jedoch strikt ablehnte. Nach Ausbruch des Zweiten Weltkriegs schloss er sich dem polnischen Widerstand an. Am 18. September 1940 wurde er während einer Straßenrazzia verhaftet und zunächst im Pawiak-Gefängnis in Warschau inhaftiert. Dort arbeitete er in der Gefängnistischlerei und hoffte auf seine baldige Freilassung. Nach zehn Monaten wurde er jedoch nach Auschwitz verlegt. Dort wurde er im Februar 1943 mittels Genickschuss vor der Schwarzen Wand hingerichtet, weil er einen Kassiber geschmuggelt haben solle.
Posthum wurde Noji mit dem polnischen Tapferkeitskreuz ausgezeichnet. In Auschwitz ist eine Straße nach ihm benannt, und mehrere Schulen in Polen tragen seinen Namen, unter anderem in Drezdenko, das 20 Kilometer von Nojis Geburtsort entfernt liegt.